# 한국영화배급협회
한국영화배급협회(韓國映畫配給協會, The Movie Distributors Association of Korea ; MDAK)는 영화배급업자 영업의 건전한 발전을 위하여 설립된 사단법인이다. 서울특별시 강서구 양천로 500 (등촌동 628) 904호에 소재하고 있다.

## 설립 근거
- 영화 및 비디오물의 진흥에 관한 법률[3]

## 연혁
- 1998년 12월 26일 가칭 한국비디오제작사협의회 창립 1차 회의
- 1999년 7월 12일 사단법인 한국영상협회 창립총회 개최
- 1999년 8월 4일 사단법인 한국영상협회 법인설립 허가 (문화체육부 허가 제 109호)
- 2000년 11월 30일 영상협회 회보지(창간호) 발간 및 배포
- 2001년 9월 11일 사단법인 한국영상협회 출판사 등록
- 2002년 11월 1일 온라인 불법영상물 감시팀 발족
- 2003년 1월 1일 불법비디오물 단속 정화사업 전개 및 교육실시
- 2004년 6월 11일 저작권대리중개업 신고 (문화관광부 저작권과, 신고번호 제 371호)
- 2005년 5월 4일 사단법인 한국영상협회에서 사단법인 한국영상산업협회로 명칭 변경
- 2005년 11월 9일 저작권 신탁관리업 허가 (문화관광부 허가 제 11호). 영상저작물(DVD, 비디오, VCD)의 공연권 승인
- 2006년 2월 1일 영상저작물 저작권 사용료 징수 업무 개시
- 2007년 3월 9일 영상물보호위원회 결성, 사무국으로 참여, 저작권침해 웹하드 소송 진행
- 2012년 6월 28일 저작권 클린포럼 개최
- 2013년 8월 9일 사단법인 한국영상산업협회에서 사단법인 한국영화배급협회로 명칭 변경[4]
- 2013년 9월 11일 문화체육관광부 신탁관리 제규정 승인(공연권 및 공중송신권)

## 조직

### 한국영화배급협회장
- 1분과위원회
- 2분과위원회

## 같이 보기
- 한국독립영화협회
- 한국영화제작가협회